# 大港福德祠
大港福德祠，是臺灣高雄市三民區次分區大港的廟宇，主奉福德正神。

## 廟史
大港福德祠創建於民國二十年（公元1931年），由盧清同，陳李立來，謝統養，陳耀金等人，集資興建一座簡易式土地公廟，再從梓官區中崙城隍廟盈請福德正神香火奉祀，之後信眾越來越多，原先的廟宇已不堪負荷，遂於民國五十四年（公元1965年）由黃坤皇，王銀杉，劉仙賜，陳輝賜等人發起改建，同時由信徒蔡金山出資捐獻，雕刻一尊福德正神金身供信眾膜拜。
民國七十二年（公元1983年）因土地重劃，須拆除土地伯公廟，當時又由信眾黃興招，黃德文，劉仙賜，李英興等人發起重建，眾善信出錢出力完成興建大港福德祠新廟，同年十月初八日入廟安座。
民國九十三年（公元二零零四年）又拆除先前所建的廟宇建築，於民國九十四年（公元二零零五年）新建完工現在的福德祠廟宇建築，童年農曆十月初一舉行重新入廟安座大典。

## 祀神
福德正神、中壇元帥、虎爺

## 外部連結
- 大港福德祠（页面存档备份，存于）